# Noréaz
Noréaz é uma comuna da Suíça, no Cantão Friburgo, com cerca de 496 habitantes. Estende-se por uma área de 6,87 km², de densidade populacional de 72 hab/km². Confina com as seguintes comunas: Avry, Chésopelloz, Montagny, Ponthaux, Prez-vers-Noréaz.
A língua oficial nesta comuna é o Francês.